# Liste des matchs de l'équipe des îles Caïmans de football par adversaire
Cette liste présente les matchs de l'équipe des îles Caïmans de football par adversaire rencontré.
- Haut – A
- B
- C
- D
- E
- F
- G
- H
- I
- J
- K
- L
- M
- N
- O
- P
- Q
- R
- S
- T
- U
- V
- W
- X
- Y
- Z

## A

### Anguilla
Confrontations entre les Îles Caïmans et Anguilla en matchs officiels :
| # | Date           | Lieu    | Match                   | Score | Compétition                      |
| - | -------------- | ------- | ----------------------- | ----- | -------------------------------- |
| 1 | 4 octobre 2010 | Bayamón | Îles Caïmans - Anguilla | 4-1   | Coupe caribéenne 2010 (1er tour) |

| Rencontres | Victoire | Nul | Défaite | BM | BE |
| ---------- | -------- | --- | ------- | -- | -- |
| 1          | 1        | 0   | 0       | 4  | 1  |

### Antigua-et-Barbuda
Confrontations entre les Îles Caïmans et Antigua-et-Barbuda en matchs officiels :
| # | Date            | Lieu        | Match                             | Score | Compétition                      |
| - | --------------- | ----------- | --------------------------------- | ----- | -------------------------------- |
| 1 | 21 juillet 1995 | George Town | Îles Caïmans - Antigua-et-Barbuda | 2-0   | Coupe caribéenne 1995 (1er tour) |
| 2 | 30 août 2008    | George Town | Îles Caïmans - Antigua-et-Barbuda | 1-1   | Coupe caribéenne 2008 (1er tour) |

| Rencontres | Victoire | Nul | Défaite | BM | BE |
| ---------- | -------- | --- | ------- | -- | -- |
| 2          | 1        | 1   | 0       | 3  | 1  |

### Aruba
Confrontations entre les Îles Caïmans et Aruba en matchs officiels :
| # | Date        | Lieu      | Match                | Score | Compétition                                           |
| - | ----------- | --------- | -------------------- | ----- | ----------------------------------------------------- |
| 1 | 2 juin 2021 | Bradenton | Îles Caïmans - Aruba | 1-3   | Qualifications pour la Coupe du monde 2022 (1er tour) |

| Rencontres | Victoire | Nul | Défaite | BM | BE |
| ---------- | -------- | --- | ------- | -- | -- |
| 1          | 0        | 0   | 1       | 1  | 3  |

### Antilles néerlandaises
Confrontations entre les Îles Caïmans et les Antilles néerlandaises en matchs officiels :
| # | Date            | Lieu         | Match                                 | Score | Compétition                      |
| - | --------------- | ------------ | ------------------------------------- | ----- | -------------------------------- |
| 1 | 26 juillet 1998 | Saint-Thomas | Antilles néerlandaises - Îles Caïmans | 0-2   | Coupe caribéenne 1998 (Groupe B) |

| Rencontres | Victoire | Nul | Défaite | BM | BE |
| ---------- | -------- | --- | ------- | -- | -- |
| 1          | 1        | 0   | 0       | 2  | 0  |

## B

### Bahamas
Confrontations entre les Îles Caïmans et les Bahamas en matchs officiels :
| # | Date              | Lieu        | Match                  | Score | Compétition                      |
| - | ----------------- | ----------- | ---------------------- | ----- | -------------------------------- |
| 1 | 9 mai 1999        | Hamilton    | Îles Caïmans - Bahamas | 4-1   | Coupe caribéenne 1999 (2e tour)  |
| 2 | 23 septembre 1999 | George Town | Îles Caïmans - Bahamas | 4-0   | Match amical                     |
| 3 | 2 septembre 2006  | La Havane   | Bahamas - Îles Caïmans | 3-1   | Coupe caribéenne 2007 (1er tour) |

| Rencontres | Victoire | Nul | Défaite | BM | BE |
| ---------- | -------- | --- | ------- | -- | -- |
| 3          | 2        | 0   | 1       | 9  | 4  |

### Barbade
Confrontations entre la Barbade et les Îles Caïmans en matchs officiels :
| # | Date             | Lieu        | Match                  | Score | Compétition                                      |
| - | ---------------- | ----------- | ---------------------- | ----- | ------------------------------------------------ |
| 1 | 12 mars 1993     | Georgetown  | Îles Caïmans - Barbade | 1-6   | Coupe caribéenne 1993 (Tour préliminaire)        |
| 2 | 8 septembre 2019 | George Town | Îles Caïmans - Barbade | 3-2   | Ligue des nations 2019-2020 (Ligue C - Groupe A) |
| 3 | 19 novembre 2019 | Bridgetown  | Barbade - Îles Caïmans | 3-0   | Ligue des nations 2019-2020 (Ligue C - Groupe A) |

| Rencontres | Victoire | Nul | Défaite | BM | BE |
| ---------- | -------- | --- | ------- | -- | -- |
| 3          | 1        | 0   | 2       | 4  | 11 |

### Belize
Confrontations entre le Belize et les Îles Caïmans en matchs officiels :
| # | Date         | Lieu        | Match                 | Score | Compétition                                           |
| - | ------------ | ----------- | --------------------- | ----- | ----------------------------------------------------- |
| 1 | 25 mars 2015 | Belmopan    | Belize - Îles Caïmans | 0-0   | Qualifications pour la Coupe du monde 2018 (1er tour) |
| 2 | 29 mars 2015 | George Town | Îles Caïmans - Belize | 1-1   | Qualifications pour la Coupe du monde 2018 (1er tour) |

| Rencontres | Victoire | Nul | Défaite | BM | BE |
| ---------- | -------- | --- | ------- | -- | -- |
| 2          | 0        | 2   | 0       | 1  | 1  |

### Bermudes
Confrontations entre les Îles Caïmans et les Bermudes en matchs officiels :
| # | Date             | Lieu        | Match                   | Score | Compétition                                           |
| - | ---------------- | ----------- | ----------------------- | ----- | ----------------------------------------------------- |
| 1 | 10 mai 1999      | George Town | Îles Caïmans - Bermudes | 2-0   | Coupe caribéenne 1999 (2e tour)                       |
| 2 | 7 mai 1999       | Hamilton    | Bermudes - Îles Caïmans | 4-1   | Coupe caribéenne 1999 (2e tour)                       |
| 3 | 9 novembre 1999  | Hamilton    | Bermudes - Îles Caïmans | 3-1   | Match amical                                          |
| 4 | 11 novembre 1999 | Hamilton    | Bermudes - Îles Caïmans | 1-0   | Match amical                                          |
| 5 | 24 novembre 2004 | Kingstown   | Îles Caïmans - Bermudes | 1-2   | Coupe caribéenne 2005 (1er tour)                      |
| 6 | 3 février 2008   | Hamilton    | Bermudes - Îles Caïmans | 1-1   | Qualifications pour la Coupe du monde 2010 (1er tour) |
| 7 | 30 mars 2008     | George Town | Îles Caïmans - Bermudes | 1-3   | Qualifications pour la Coupe du monde 2010 (1er tour) |
| 8 | 31 août 2008     | George Town | Îles Caïmans - Bermudes | 0-0   | Coupe caribéenne 2008 (1er tour)                      |
| 9 | 8 juin 2021      | Bradenton   | Bermudes - Îles Caïmans | 1-1   | Qualifications pour la Coupe du monde 2022 (1er tour) |

| Rencontres | Victoire | Nul | Défaite | BM | BE |
| ---------- | -------- | --- | ------- | -- | -- |
| 9          | 1        | 3   | 5       | 8  | 15 |

## C

### Canada
Confrontations entre le Canada et les Îles Caïmans en matchs officiel :
| # | Date         | Lieu      | Match                 | Score | Compétition                                           |
| - | ------------ | --------- | --------------------- | ----- | ----------------------------------------------------- |
| 1 | 29 mars 2021 | Bradenton | Îles Caïmans - Canada | 0-11  | Qualifications pour la Coupe du monde 2022 (1er tour) |

| Rencontres | Victoire | Nul | Défaite | BM | BE |
| ---------- | -------- | --- | ------- | -- | -- |
| 1          | 0        | 0   | 1       | 0  | 11 |

### Cuba
Confrontations entre Cuba et les îles Caïmans :
| #  | Date              | Lieu         | Match               | Score | Compétition                                                       |
| -- | ----------------- | ------------ | ------------------- | ----- | ----------------------------------------------------------------- |
| 1  | 30 juillet 1995   | Grand Cayman | Îles Caïmans - Cuba | 0-3   | Coupe caribéenne 1995 (Match pour la 3e place)                    |
| 2  | 26 avril 1996     | La Havane    | Cuba - Îles Caïmans | 4-0   | Coupe caribéenne 1996 (Tour préliminaire)                         |
| 3  | 12 mai 1996       | George Town  | Îles Caïmans - Cuba | 0-1   | Qualifications pour la Coupe du monde 1998 (1er tour)             |
| 4  | 14 mai 1996       | Grand Cayman | Cuba - Îles Caïmans | 5-0   | Qualifications pour la Coupe du monde 1998 (1er tour)             |
| 5  | 6 mai 1998        | George Town  | Îles Caïmans - Cuba | 2-2   | Coupe caribéenne 1998 (Tour préliminaire)                         |
| 6  | 5 mai 1999        | Hamilton     | Cuba - Îles Caïmans | 4-1   | Coupe caribéenne 1999 (Tour préliminaire)                         |
| 7  | 5 mars 2000       | La Havane    | Cuba - Îles Caïmans | 4-0   | Qualifications pour la Coupe du monde 2002 (1er tour)             |
| 8  | 19 mars 2000      | George Town  | Îles Caïmans - Cuba | 0-0   | Qualifications pour la Coupe du monde 2002 (1er tour)             |
| 9  | 27 novembre 2002  | Grand Cayman | Îles Caïmans - Cuba | 0-5   | Qualifications pour la Gold Cup 2003 (2e tour)                    |
| 10 | 22 février 2004   | Grand Cayman | Îles Caïmans - Cuba | 1-2   | Qualifications pour la Coupe du monde 2006 (1er tour - 1re phase) |
| 11 | 27 mars 2004      | La Havane    | Cuba - Îles Caïmans | 3-0   | Qualifications pour la Coupe du monde 2006 (1er tour - 1re phase) |
| 12 | 6 septembre 2006  | La Havane    | Cuba - Îles Caïmans | 7-0   | Coupe caribéenne 2007 (1er tour)                                  |
| 13 | 29 septembre 2018 | La Havane    | Cuba - Îles Caïmans | 5-0   | Match amical                                                      |

| Rencontres | Victoire | Nul | Défaite | BM | BE |
| ---------- | -------- | --- | ------- | -- | -- |
| 13         | 0        | 2   | 11      | 4  | 45 |

## E

### États-Unis
Confrontations entre les îles Caïmans et les États-Unis en matchs officiels :
| # | Date             | Lieu         | Match                     | Score | Compétition  |
| - | ---------------- | ------------ | ------------------------- | ----- | ------------ |
| 1 | 14 novembre 1993 | Mision Viejo | États-Unis - Îles Caïmans | 8-1   | Match amical |

| Rencontres | Victoire | Nul | Défaite | BM | BE |
| ---------- | -------- | --- | ------- | -- | -- |
| 1          | 0        | 0   | 1       | 1  | 8  |

## G

### Grenade
Confrontations entre la Grenade et les Îles Caïmans en matchs officiels :
| # | Date            | Lieu       | Match                  | Score | Compétition                     |
| - | --------------- | ---------- | ---------------------- | ----- | ------------------------------- |
| 1 | 15 octobre 2008 | Les Abymes | Grenade - Îles Caïmans | 4-2   | Coupe caribéenne 2008 (2e tour) |

| Rencontres | Victoire | Nul | Défaite | BM | BE |
| ---------- | -------- | --- | ------- | -- | -- |
| 1          | 0        | 0   | 1       | 2  | 4  |

### Guadeloupe
Confrontations entre la Guadeloupe et les Îles Caïmans en matchs officiels :
| # | Date            | Lieu       | Match                     | Score | Compétition                     |
| - | --------------- | ---------- | ------------------------- | ----- | ------------------------------- |
| 1 | 11 octobre 2008 | Les Abymes | Guadeloupe - Îles Caïmans | 7-1   | Coupe caribéenne 2008 (2e tour) |

| Rencontres | Victoire | Nul | Défaite | BM | BE |
| ---------- | -------- | --- | ------- | -- | -- |
| 1          | 0        | 0   | 1       | 1  | 7  |

### Guyana
Confrontations entre le Guyana et les Îles Caïmans en matchs officiels :
| # | Date         | Lieu       | Match                 | Score | Compétition                               |
| - | ------------ | ---------- | --------------------- | ----- | ----------------------------------------- |
| 1 | 25 mai 1991  | Kingston   | Guyana - Îles Caïmans | 2-1   | Coupe caribéenne 1991 (Groupe A)          |
| 2 | 11 mars 1993 | Georgetown | Guyana - Îles Caïmans | 3-2   | Coupe caribéenne 1993 (Tour préliminaire) |

| Rencontres | Victoire | Nul | Défaite | BM | BE |
| ---------- | -------- | --- | ------- | -- | -- |
| 2          | 0        | 0   | 2       | 3  | 5  |

### Guyane
Confrontations entre la Guyane et les Îles Caïmans en matchs officiels :
| # | Date            | Lieu        | Match                 | Score | Compétition                      |
| - | --------------- | ----------- | --------------------- | ----- | -------------------------------- |
| 1 | 23 juillet 1995 | George Town | Îles Caïmans - Guyane | 1-0   | Coupe caribéenne 1995 (Groupe A) |

| Rencontres | Victoire | Nul | Défaite | BM | BE |
| ---------- | -------- | --- | ------- | -- | -- |
| 1          | 1        | 0   | 0       | 1  | 0  |

## H

### Haïti
Confrontations entre Haïti et les Îles Caïmans :
| # | Date            | Lieu         | Match                | Score | Compétition                      |
| - | --------------- | ------------ | -------------------- | ----- | -------------------------------- |
| 1 | 7 avril 1994    | San Fernando | Haïti - Îles Caïmans | 3-2   | Coupe caribéenne 1994 (Groupe B) |
| 2 | 24 juillet 1998 | Kingston     | Haïti - Îles Caïmans | 1-0   | Coupe caribéenne 1998 (Groupe B) |

| Rencontres | Victoire | Nul | Défaite | BM | BE |
| ---------- | -------- | --- | ------- | -- | -- |
| 2          | 0        | 0   | 2       | 2  | 4  |

## I

### Îles Vierges britanniques
Confrontations entre les Îles Caïmans et les Îles Vierges britanniques :
| # | Date             | Lieu           | Match                                    | Score | Compétition                                      |
| - | ---------------- | -------------- | ---------------------------------------- | ----- | ------------------------------------------------ |
| 1 | 10 mai 1991      | Basseterre     | Îles Caïmans - Îles Vierges britanniques | 2-1   | Coupe caribéenne 1991 (Tour préliminaire)        |
| 2 | 2 mars 1994      | George Town    | Îles Caïmans - Îles Vierges britanniques | 5-0   | Coupe caribéenne 1994 (Tour préliminaire)        |
| 3 | 4 avril 2001     | Fort-de-France | Îles Caïmans - Îles Vierges britanniques | 2-2   | Coupe caribéenne 2001 (Tour préliminaire)        |
| 4 | 26 novembre 2004 | Kingstown      | Îles Caïmans - Îles Vierges britanniques | 1-0   | Coupe caribéenne 2005 (Tour préliminaire)        |
| 5 | 3 juin 2022      | Road Town      | Îles Vierges britanniques - Îles Caïmans | 1-1   | Ligue des nations 2022-2023 (Ligue C - Groupe D) |
| 6 | 6 juin 2022      | George Town    | Îles Caïmans - Îles Vierges britanniques | 1-1   | Ligue des nations 2022-2023 (Ligue C - Groupe D) |

| Rencontres | Victoire | Nul | Défaite | BM | BE |
| ---------- | -------- | --- | ------- | -- | -- |
| 6          | 3        | 3   | 0       | 12 | 5  |

### Îles Vierges des États-Unis
Confrontations entre les Îles Caïmans et les Îles Vierges des États-Unis en matchs officiels :
| # | Date             | Lieu         | Match                                      | Score | Compétition                                       |
| - | ---------------- | ------------ | ------------------------------------------ | ----- | ------------------------------------------------- |
| 1 | 5 septembre 2019 | Sainte-Croix | Îles Vierges des États-Unis - Îles Caïmans | 0-2   | Ligue des nations 2019-2020 (Ligue C - >Groupe A) |
| 2 | 16 novembre 2019 | George Town  | Îles Caïmans - Îles Vierges des États-Unis | 1-0   | Ligue des nations 2019-2020 (Ligue C - >Groupe A) |

| Rencontres | Victoire | Nul | Défaite | BM | BE |
| ---------- | -------- | --- | ------- | -- | -- |
| 2          | 2        | 0   | 0       | 3  | 0  |

### Îles Turques-et-Caïques
Confrontations entre les Îles Caïmans et les Îles Turques-et-Caïques en matchs officiels :
| # | Date              | Lieu        | Match                                  | Score | Compétition                      |
| - | ----------------- | ----------- | -------------------------------------- | ----- | -------------------------------- |
| 1 | 27 septembre 2000 | George Town | Îles Caïmans - Îles Turques-et-Caïques | 3-0   | Match amical                     |
| 2 | 4 septembre 2006  | La Havane   | Îles Caïmans - Îles Turques-et-Caïques | 0-2   | Coupe caribéenne 2007 (1er tour) |

| Rencontres | Victoire | Nul | Défaite | BM | BE |
| ---------- | -------- | --- | ------- | -- | -- |
| 2          | 1        | 0   | 1       | 3  | 2  |

## J

### Jamaïque
Confrontations entre la Jamaïque et les Îles Caïmans en matchs officiels :
| #  | Date             | Lieu        | Match                   | Score | Compétition                               |
| -- | ---------------- | ----------- | ----------------------- | ----- | ----------------------------------------- |
| 1  | 27 mai 1991      | Kingston    | Jamaïque - Îles Caïmans | 3-2   | Coupe caribéenne 1991 (Groupe A)          |
| 2  | 6 mars 1994      | George Town | Îles Caïmans - Jamaïque | 3-2   | Coupe caribéenne 1994 (Tour préliminaire) |
| 3  | 22 octobre 1995  | George Town | Îles Caïmans - Jamaïque | 1-5   | Match amical                              |
| 4  | 22 juillet 1998  | Kingston    | Jamaïque - Îles Caïmans | 4-0   | Coupe caribéenne 1998 (Groupe B)          |
| 5  | 24 octobre 1999  | George Town | Îles Caïmans - Jamaïque | 1-4   | Match amical                              |
| 6  | 6 février 2000   | George Town | Îles Caïmans - Jamaïque | 0-0   | Match amical                              |
| 7  | 9 février 2000   | George Town | Îles Caïmans - Jamaïque | 0-1   | Match amical                              |
| 8  | 27 août 2000     | George Town | Îles Caïmans - Jamaïque | 0-6   | Match amical                              |
| 9  | 9 novembre 2008  | George Town | Îles Caïmans - Jamaïque | 0-2   | Match amical                              |
| 10 | 28 juin 2009     | George Town | Îles Caïmans - Jamaïque | 1-4   | Match amical                              |
| 11 | 9 septembre 2018 | Kingston    | Jamaïque - Îles Caïmans | 4-0   | Qualifications pour la Gold Cup 2019      |

| Rencontres | Victoire | Nul | Défaite | BM | BE |
| ---------- | -------- | --- | ------- | -- | -- |
| 11         | 1        | 1   | 9       | 8  | 35 |

## M

### Martinique
Confrontations entre la Martinique et les Îles Caïmans en matchs officiels :
| # | Date              | Lieu           | Match                     | Score | Compétition                                    |
| - | ----------------- | -------------- | ------------------------- | ----- | ---------------------------------------------- |
| 1 | 1er avril 1992    | Saint-Martin   | Martinique - Îles Caïmans | 7-0   | Coupe caribéenne 1992 (Tour préliminaire)      |
| 2 | 11 avril 1994     | San Fernando   | Martinique - Îles Caïmans | 1-1   | Coupe caribéenne 1994 (Groupe B)               |
| 3 | 8 avril 2001      | Fort-de-France | Martinique - Îles Caïmans | 1-1   | Coupe caribéenne 2001 (Tour préliminaire)      |
| 4 | 1er décembre 2002 | Grand Cayman   | Îles Caïmans - Martinique | 0-3   | Qualifications pour la Gold Cup 2003 (2e tour) |
| 5 | 13 octobre 2008   | Les Abymes     | Îles Caïmans - Martinique | 0-1   | Coupe caribéenne 2008 (2e tour)                |

| Rencontres | Victoire | Nul | Défaite | BM | BE |
| ---------- | -------- | --- | ------- | -- | -- |
| 5          | 0        | 2   | 3       | 2  | 13 |

### Montserrat
Confrontations entre Montserrat et les Îles Caïmans en matchs officiels :
| # | Date         | Lieu        | Match                     | Score | Compétition                          |
| - | ------------ | ----------- | ------------------------- | ----- | ------------------------------------ |
| 1 | 22 mars 2019 | George Town | Îles Caïmans - Montserrat | 1-2   | Qualifications pour la Gold Cup 2019 |

| Rencontres | Victoire | Nul | Défaite | BM | BE |
| ---------- | -------- | --- | ------- | -- | -- |
| 1          | 0        | 0   | 1       | 1  | 2  |

## N

### Nicaragua
Confrontations entre les Îles Caïmans et le Nicaragua en matchs officiels :
| # | Date             | Lieu        | Match                    | Score | Compétition  |
| - | ---------------- | ----------- | ------------------------ | ----- | ------------ |
| 1 | 17 novembre 2002 | George Town | Îles Caïmans - Nicaragua | 0-1   | Match amical |

| Rencontres | Victoire | Nul | Défaite | BM | BE |
| ---------- | -------- | --- | ------- | -- | -- |
| 1          | 0        | 0   | 1       | 0  | 1  |

## P

### Porto Rico
Confrontations entre Porto Rico et les îles Caïmans :
| # | Date           | Lieu        | Match                     | Score | Compétition                                      |
| - | -------------- | ----------- | ------------------------- | ----- | ------------------------------------------------ |
| 1 | 14 mars 1993   | Georgetown  | Porto Rico - Îles Caïmans | 4-0   | Coupe caribéenne 1993 (Tour préliminaire)        |
| 2 | 6 octobre 2010 | Bayamón     | Porto Rico - Îles Caïmans | 2-0   | Coupe caribéenne 2010 (1er tour)                 |
| 3 | 9 juin 2022    | George Town | Îles Caïmans - Porto Rico | 0-3   | Ligue des nations 2022-2023 (Ligue C - Groupe D) |
| 4 | 26 mars 2023   | Bayamón     | Porto Rico - Îles Caïmans | 5-1   | Ligue des nations 2022-2023 (Ligue C - Groupe D) |

| Rencontres | Victoire | Nul | Défaite | BM | BE |
| ---------- | -------- | --- | ------- | -- | -- |
| 4          | 0        | 0   | 4       | 1  | 14 |

## R

### République dominicaine
Confrontations entre la République dominicaine et les Îles Caïmans en matchs officiels :
| # | Date             | Lieu           | Match                                 | Score | Compétition                                          |
| - | ---------------- | -------------- | ------------------------------------- | ----- | ---------------------------------------------------- |
| 1 | 29 novembre 2002 | George Town    | Îles Caïmans - République dominicaine | 1-0   | Qualifications pour la Gold Cup 2003 (2e tour)       |
| 2 | 11 novembre 2011 | San Cristóbal  | République dominicaine - Îles Caïmans | 4-0   | Qualifications pour la Coupe du monde 2014 (2e tour) |
| 3 | 14 novembre 2011 | George Town    | Îles Caïmans - République dominicaine | 1-1   | Qualifications pour la Coupe du monde 2014 (2e tour) |
| 4 | 13 mai 2015      | Saint-Domingue | République dominicaine - Îles Caïmans | 6-0   | Match amical                                         |
| 5 | 12 octobre 2018  | San Cristóbal  | République dominicaine - Îles Caïmans | 3-0   | Qualifications pour la Gold Cup 2019                 |

| Rencontres | Victoire | Nul | Défaite | BM | BE |
| ---------- | -------- | --- | ------- | -- | -- |
| 5          | 1        | 1   | 3       | 2  | 14 |

## S

### Saint-Christophe-et-Niévès
Confrontations entre Saint-Christophe-et-Niévès et les Îles Caïmans :
| # | Date        | Lieu       | Match                                     | Score | Compétition                               |
| - | ----------- | ---------- | ----------------------------------------- | ----- | ----------------------------------------- |
| 1 | 9 mars 1991 | Basseterre | Saint-Christophe-et-Niévès - Îles Caïmans | 1-1   | Coupe caribéenne 1991 (Tour préliminaire) |

| Rencontres | Victoire | Nul | Défaite | BM | BE |
| ---------- | -------- | --- | ------- | -- | -- |
| 1          | 0        | 1   | 0       | 1  | 1  |

### Sainte-Lucie
Confrontations entre Sainte-Lucie et les Îles Caïmans en matchs officiels :
| # | Date             | Lieu        | Match                       | Score | Compétition                          |
| - | ---------------- | ----------- | --------------------------- | ----- | ------------------------------------ |
| 1 | 17 novembre 2018 | George Town | Îles Caïmans - Sainte-Lucie | 0-0   | Qualifications pour la Gold Cup 2019 |

| Rencontres | Victoire | Nul | Défaite | BM | BE |
| ---------- | -------- | --- | ------- | -- | -- |
| 1          | 0        | 1   | 0       | 0  | 0  |

### Saint-Martin
Confrontations entre Saint-Martin et les Îles Caïmans :
| # | Date            | Lieu        | Match                       | Score | Compétition                                      |
| - | --------------- | ----------- | --------------------------- | ----- | ------------------------------------------------ |
| 1 | 27 août 2008    | George Town | Îles Caïmans - Saint-Martin | 3-0   | Coupe caribéenne 2008 (1er tour)                 |
| 2 | 2 octobre 2010  | Bayamón     | Saint-Martin - Îles Caïmans | 1-1   | Coupe caribéenne 2010 (1er tour)                 |
| 3 | 12 octobre 2019 | The Valley  | Saint-Martin - Îles Caïmans | 3-0   | Ligue des nations 2019-2020 (Ligue C - Groupe A) |
| 4 | 15 octobre 2019 | George Town | Îles Caïmans - Saint-Martin | 1-0   | Ligue des nations 2019-2020 (Ligue C - Groupe A) |

| Rencontres | Victoire | Nul | Défaite | BM | BE |
| ---------- | -------- | --- | ------- | -- | -- |
| 4          | 2        | 1   | 1       | 5  | 4  |

### Saint-Vincent-et-les-Grenadines
Confrontations entre Saint-Vincent-et-les-Grenadines et les Îles Caïmans :
| # | Date             | Lieu        | Match                                          | Score | Compétition                               |
| - | ---------------- | ----------- | ---------------------------------------------- | ----- | ----------------------------------------- |
| 1 | 25 juillet 1995  | George Town | Îles Caïmans - Saint-Vincent-et-les-Grenadines | 2-2   | Coupe caribéenne 1995 (Groupe A)          |
| 2 | 6 avril 2001     | Le Lamentin | Saint-Vincent-et-les-Grenadines - Îles Caïmans | 1-1   | Coupe caribéenne 2001 (Tour préliminaire) |
| 3 | 28 novembre 2004 | Kingstown   | Saint-Vincent-et-les-Grenadines - Îles Caïmans | 4-0   | Coupe caribéenne 2005 (Tour préliminaire) |

| Rencontres | Victoire | Nul | Défaite | BM | BE |
| ---------- | -------- | --- | ------- | -- | -- |
| 3          | 0        | 2   | 1       | 3  | 7  |

### Sint-Maarten
Confrontations entre Sint-Maarten et les Îles Caïmans :
| # | Date         | Lieu         | Match                       | Score | Compétition                               |
| - | ------------ | ------------ | --------------------------- | ----- | ----------------------------------------- |
| 1 | 3 avril 1992 | Saint-Martin | Sint-Maarten - Îles Caïmans | 4-2   | Coupe caribéenne 1992 (Tour préliminaire) |
| 2 | 4 mars 1994  | George Town  | Îles Caïmans - Sint-Maarten | 5-0   | Coupe caribéenne 1994 (Tour préliminaire) |

| Rencontres | Victoire | Nul | Défaite | BM | BE |
| ---------- | -------- | --- | ------- | -- | -- |
| 2          | 1        | 0   | 1       | 7  | 4  |

### Salvador
Confrontations entre les Îles Caïmans et le Salvador en matchs officiels :
| # | Date             | Lieu         | Match                   | Score | Compétition                                          |
| - | ---------------- | ------------ | ----------------------- | ----- | ---------------------------------------------------- |
| 1 | 6 septembre 2011 | George Town  | Îles Caïmans - Salvador | 1-4   | Qualifications pour la Coupe du monde 2014 (2e tour) |
| 2 | 10 octobre 2011  | San Salvador | Salvador - Îles Caïmans | 4-0   | Qualifications pour la Coupe du monde 2014 (2e tour) |

| Rencontres | Victoire | Nul | Défaite | BM | BE |
| ---------- | -------- | --- | ------- | -- | -- |
| 2          | 0        | 0   | 2       | 1  | 8  |

### Suriname
Confrontations entre les Îles Caïmans et le Suriname en matchs officiels :
| # | Date             | Lieu         | Match                   | Score | Compétition                                           |
| - | ---------------- | ------------ | ----------------------- | ----- | ----------------------------------------------------- |
| 1 | 7 avril 1994     | San Fernando | Suriname - Îles Caïmans | 2-0   | Coupe caribéenne 1994 (Groupe B)                      |
| 2 | 2 septembre 2011 | Paramaribo   | Suriname - Îles Caïmans | 1-0   | Qualifications pour la Coupe du monde 2014 (2e tour)  |
| 3 | 7 octobre 2011   | George Town  | Îles Caïmans - Suriname | 0-1   | Qualifications pour la Coupe du monde 2014 (2e tour)  |
| 4 | 24 mars 2021     | Paramaribo   | Suriname - Îles Caïmans | 3-0   | Qualifications pour la Coupe du monde 2022 (1er tour) |

| Rencontres | Victoire | Nul | Défaite | BM | BE |
| ---------- | -------- | --- | ------- | -- | -- |
| 4          | 0        | 0   | 4       | 0  | 7  |

## T

### Trinité-et-Tobago
Confrontations entre les Îles Caïmans et Trinité-et-Tobago en matchs officiels :
| # | Date            | Lieu        | Match                            | Score | Compétition                         |
| - | --------------- | ----------- | -------------------------------- | ----- | ----------------------------------- |
| 1 | 28 juillet 1995 | George Town | Îles Caïmans - Trinité-et-Tobago | 2-9   | Coupe caribéenne 1995 (Demi-finale) |
| 2 | 24 octobre 1995 | George Town | Îles Caïmans - Trinité-et-Tobago | 0-7   | Match amical                        |
| 3 | 25 février 2001 | George Town | Îles Caïmans - Trinité-et-Tobago | 0-3   | Match amical                        |

| Rencontres | Victoire | Nul | Défaite | BM | BE |
| ---------- | -------- | --- | ------- | -- | -- |
| 3          | 0        | 0   | 3       | 2  | 19 |